# Кизилжар (Іртиський район)
Кизилжа́р (каз. Қызылжар) — село у складі Іртиського району Павлодарської області Казахстану. Адміністративний центр Кизилжарського сільського округу.
Населення — 1343 особи (2021; 1443 у 2009, 1376 у 1999, 1427 у 1989).
Національний склад станом на 1989 рік:
- росіяни — 39 %;
- казахи — 30 %.

Станом на 1989 рік село називалось Зарічне.